# Vang Pao
Vang Pao (Hmong: Vaj Pov, * 8. Dezember 1929 in Ha Ta Sheng, Muang Nong Het, Provinz Xieng Khouang; † 6. Januar 2011 in Clovis, Kalifornien) war ein laotischer General, der im Königlich-Laotischen Heer diente und während des Vietnamkriegs und des mit diesem verbundenen Laotischen Bürgerkriegs eng mit der US-Regierung zusammenarbeitete. 

Vang Pao (1950er Jahre)

Er gehörte zur Minderheit der Hmong. Im Auftrag der CIA hob er eine sogenannte Geheimarmee aus Kämpfern seiner eigenen Volksgruppe aus, die mit Guerillataktik gegen die prokommunistischen Pathet Lao und die Streitkräfte Nordvietnams kämpften. So sollte der Einsatz amerikanischer Bodentruppen in Laos vermieden werden. Nach dem Sieg der Kommunisten 1975 floh er in die USA, wo er als ein Führer der Hmong American community fungierte.

## Leben
Vang Pao wurde in einem Dorf in Nordostlaos geboren. Er gehört der Volksgruppe der Hmong an, die in den Hochlagen des laotischen Berglands siedeln. Er besuchte sechs Jahre lang die Schule eher sporadisch. Während des Zweiten Weltkriegs schloss er sich den französischen Kolonialtruppen an, arbeitete als Übersetzer und stieg zum Sergeant auf. Nach der Unabhängigkeit von Laos wurde er ins Königlich-Laotische Heer übernommen, in dem er bis zum Generalmajor aufstieg. Er war der erste Angehöriger der Hmong, der einen so hohen militärischen Rang erreichte. 

### Rolle im Laotischen Bürgerkrieg
1960 wurde er vom US-amerikanischen Auslandsgeheimdienst CIA beauftragt, eine Rebellenarmee auszuheben, die in amerikanischem Auftrag die in Nordlaos aktiven prokommunistischen Pathet Lao und, nach deren Eingreifen in den laotischen Bürgerkrieg ab 1961, auch die nordvietnamesische Volksarmee bekämpfen sollte (“Secret Army”). Vang Pao stellte rasch eine Guerillatruppe von 7.000 Mann auf, die er in den Folgejahren immer weiter vergrößerte bis zu einer Stärke von 39.000. Der General hatte großen Einfluss unter den Hmong. Er stellte eine einigende Figur für die verschiedenen Hmong-Stämme dar. Zur Untermauerung dieser Position heiratete er fünf Frauen verschiedener Stämme (was nach damaligem laotischem Recht zulässig war), mit denen er 25 Kinder zeugte.
Trotz ihrer personellen und technischen Unterlegenheit konnte die „Geheimarmee“, die von amerikanischen Lufteinheiten versorgt und durch Bombenangriffe unterstützt wurde, einige beachtliche Erfolge erreichen. Allerdings fielen auch 35.000 Hmong-Kämpfer. Um diese Verluste gegenüber der nordvietnamesischen Armee, die überlegene Technik wie Panzer und Artillerie einsetzte, auszugleichen, rekrutierte Vang Pao immer weitere Rebellen. Da kaum noch junge Männer zur Verfügung standen, zog er zunehmend Kindersoldaten heran. 1968 schätzte der für Nordlaos zuständige Programmdirektor der US-Entwicklungshilfsorganisation USAID, dass Vang Paos Kämpfer zu 30 % 14-jährig oder jünger seien (einige sogar erst 10), zu 30 % 15 oder 16 und zu 30 % älter als 35 Jahre. Die Männer der dazwischenliegenden Altersgruppe seien „alle tot“. Dadurch gab es fast keine Männer im heiratsfähigen Alter, die Familien gründen oder die Reisfelder bestellen konnten. Die Hmong-Dörfer waren dadurch sehr abhängig von amerikanischen Nahrungsmittelhilfen, die wiederum von Vang Pao verwaltet wurden. Er konnte so Dörfer unter Druck setzen, dass sie von Nahrungslieferungen abgeschnitten würden, wenn sie sich weigerten, ihre jungen Söhne für seine Truppen zur Verfügung zu stellen. Außerdem konnte Vang Pao Dörfer, die sich seinen Forderungen entgegenstellten, gegenüber den US-Streitkräften als Dörfer der Pathet Lao kennzeichnen und sie so amerikanischen Bombenangriffen preisgeben.
Vang Pao finanzierte seinen Einsatz zu einem wesentlichen Teil aus dem Handel mit Heroin. Die CIA billigte dies, auch wenn zur Zielgruppe des Rauschgifts in Südvietnam eingesetzte US-Soldaten zählten. Die CIA-Tarnfluggesellschaft Air America beteiligte sich sogar am Transport des Rohopiums. Der damalige CIA-Direktor William Colby zeichnete Vang Pao als den „größten Helden des Vietnamkriegs“ aus.
Nach verschiedenen Schätzungen starben zwischen 10 % und der Hälfte der zuvor 300–400.000 laotischen Hmong während des Krieges und der nach dem Sieg der Kommunisten erfolgenden Racheaktionen gegen die Volksgruppe, deren Angehörige pauschal als Helfer der Amerikaner abgestempelt wurden.

### Exil in den USA
Nach seiner Flucht in die USA lebte Vang Pao auf einer Ranch im Bundesstaat Montana, später in Minnesota und Südkalifornien, wo sich viele der 200.000 aus Laos in die USA geflohenen Hmong angesiedelt haben. Von ihnen wurde er weiterhin als eine Führungsfigur betrachtet, einige schrieben ihm sogar übernatürliche Fähigkeiten zu.
Im Jahr 2007 leiteten amerikanische Strafverfolgungsbehörden ein Verfahren gegen Vang Pao wegen des Vorwurfs einer Verschwörung zum gewaltsamen Sturz der laotischen Regierung ein. Angeblich hatte er mit anderen Hmong-Führern versucht, Kriegswaffen im Wert von 10 Millionen US-Dollar zu kaufen und Söldner anzuheuern. Er wurde deshalb zwischenzeitlich inhaftiert. Zwei Jahre später ließ die US-Bundesregierung allerdings alle Vorwürfe gegen ihn fallen.
Vang Pao starb im Januar 2011 im Alter von 81 Jahren in einem Krankenhaus im kalifornischen Fresno County an einer Lungenentzündung. Einer Bitte seiner Familie nach einer Ausnahmegenehmigung für ein Begräbnis auf dem amerikanischen Nationalfriedhof in Arlington wurde nicht entsprochen.

## Film
- Marc Eberle: Amerikas geheimer Krieg in Laos. Dokumentation, Deutschland, 2008, 52 Min.